# Fykocyanin
Fykocyanin je doprovodný fotosyntetický pigment (barvivo) patřící mezi fykobiliny. Vyskytuje se na povrchu thylakoidů jako tzv. přídatný pigment při fotosyntéze. Slouží k absorpci a přenosu sluneční energie (fotonů) do reakčních center – chlorofylu. Schopnost fotosyntetizovat má již při nízké úrovni osvětlení.
Jeho barva je modrofialová. Vyskytuje se u skrytěnek, ruduch a sinic. Je rozpustný ve vodě. Pokud se vyskytuje ve větším množství, může určovat výsledné zabarvení organismu.